# Communauté de communes de Bischwiller et Environs
Die Communauté de communes de Bischwiller et Environs war ein französischer Gemeindeverband mit der Rechtsform einer Communauté de communes im Département Bas-Rhin in der Region Grand Est. Sie wurde am 18. Dezember 2000 gegründet und bestand aus sechs Gemeinden. Der Verwaltungssitz befand sich im Ort Bischwiller.

## Historische Entwicklung
Per 1. Januar 2017 wurde der Gemeindeverband mit den Communautés de communes Région de Haguenau, Région de Brumath und Val de Moder zur neuen Communauté d’agglomération de Haguenau zusammengeschlossen.

## Ehemalige Mitgliedsgemeinden
1. Bischwiller
2. Kaltenhouse
3. Oberhoffen-sur-Moder
4. Rohrwiller
5. Schirrhein
6. Schirrhoffen